# 미쿠미쿠하게 해줄게♪
《미쿠미쿠하게 해줄게♪》(일본어: みくみくにしてあげる♪【してやんよ】)는 2007년 ika_mo라는 닉네임을 사용하는 츠루타 카모(鶴田 加茂)가 작사·작곡하고, 보컬 음성합성 소프트웨어 하츠네 미쿠를 이용하여 인터넷상에 공개한 노래이다. 하츠네 미쿠를 소재로 한 캐릭터송이며, 하츠네 미쿠를 대표하는 곡 중 하나이다. 이곡은 홍백가합전 피날레를 화려하게 장식하기로 유명한 일본의 중견 엔카 가수 《코바야시 사치코》(小林 幸子)에 의해 《사치사치하게해줄게♪》(さちさちにしてあげる♪)로도 리메이크 되었다. (이 커버는 태고의 달인 J-POP에도 등록되기도 했다.)

## 개요
인터넷을 중심으로 한 VOCALOID 하츠네 미쿠 붐을 대표하는 곡으로 알려져 있으며, 2008년 10월 아이셰어가 실시한 조사에서 하츠네 미쿠로 만들어진 노래를 들은 적이 있다고 답한 사람 중, 절대다수인 69.2%에 달하는 사람들이 이 곡을 들은 적이 있다고 밝혔다.

## 가사
가사는 의인화된 하츠네 미쿠 자신을 컴퓨터에 설치하도록 보채는 내용을 담고 있다. 제목과 후렴구에 나오는 ‘미쿠미쿠’(みくみく), 그리고 ‘믹쿠미쿠’(みっくみく) 라는 가사는 ‘보코보코(너덜너덜)하게 해줄게’(ボコボコにしてやんよ)라는 표현에서 유래하였으며, 하츠네 미쿠에 매료되는 것을 가리키는 은어로 팬들 사이에서 사용되었는데, 이 표현은 이 곡의 히트로 완전히 정착되었다고 보고 있다. 파괴클럽의 나오가 똑같이 불러서 화제가 되었다.

## 같이 보기
- 하츠네 미쿠
- 니코니코 동화